# Edgar Díaz
Edgar de Jesús Díaz Contreras (Chinácota, Norte de Santander, 15 de febrero de 1961) es un administrador de empresas y político colombiano.

## Biografía
Nació en Chicánota. Desde su adolescencia se radicó en Cúcuta estudió administración de empresas en la Universidad Francisco de Paula Santander, especialista en Administración Pública y Alta Gerencia. 
Dentro su trayectoria como político en donde se ha ostentado cargos secretario de Hacienda Departamental, contralor municipal de Villa del Rosario, concejal de San José de Cúcuta, secretario de Educación Departamental y gobernador de Norte de Santander entre 2012-2015. En 2018 fue elegido como Senador de la República de Colombia por el Partido Cambio Radical.